# Нильсен, Торкиль
Торкиль (Торчиль) Нильсен (фар. Torkil Nielsen; род. 26 января 1964 года) — фарерский футболист. Выступал за сборную Фарерских островов по футболу. Также он является одним из лучших шахматистов страны.

## Футбольная карьера
В августе 1988 года Нильсен дебютировал за сборную в товарищеском матче против сборной Исландии. В 1990 году в первом официальном матче в истории Фарер забил мяч в ворота сборной Австрии, обеспечив сенсационную победу своей команде.
Сразу после возвращения из Швеции, где проходил матч с Австрией, Торкиль Нильсен отправился в больницу, где его жена родила ему первого ребёнка. Победа в первом официальном матче праздновалась на Фарерских островах целую неделю, а 12 сентября стало национальным праздником.

## Шахматная карьера
Торкиль также является шахматистом, который выиграл чемпионат Фарерских островов в 2012, 2015 и 2016 годах. Его рейтинг Эло по версии ФИДЕ составлял 2334 пункта в апреле 2016 года.

## Семья
У Торкиля есть сыновья Рогви (1992) и Хогни (1997), которые занимаются профессионально футболом. Оба выступали за сборные Фарерских островов до 19 лет. Хогни Эгильстофт Нильсен — шахматист, который выиграл чемпионат Фарерских островов в 2014 году, став самым молодым чемпионом страны и первым, кто выиграл все матчи чемпионата. Его рейтинг Эло по версии ФИДЕ в апреле 2016 года составлял 2295 пунктов. Как футболист Хогни играет на позиции защитника в клубе «07 Вестур».

## Интересные факты
- Фотография Торкиля Нильсена с матча 1990 года против Австрии появилась на выставке в художественном музее Вены, став основным её экспонатом[8].